# Liste des gares d'Occitanie
La liste des gares d'Occitanie, est une liste des gares ferroviaires, haltes ou arrêts, situés dans la région administrative d'Occitanie.

## Liste des gares par département
Elle est répartie entre les 13 départements qui composent la région.
- Liste des gares de l'Ariège
- Liste des gares de l'Aude
- Liste des gares de l'Aveyron
- Liste des gares du Gard
- Liste des gares de la Haute-Garonne
  - Liste des gares des trains urbains de Toulouse
- Liste des gares du Gers
- Liste des gares de l'Hérault
- Liste des gares du Lot
- Liste des gares de la Lozère
- Liste des gares des Hautes-Pyrénées
- Liste des gares des Pyrénées-Orientales
- Liste des gares du Tarn
- Liste des gares de Tarn-et-Garonne